# 我为歌狂 (动画)
《我为歌狂》是2001年前后由上海美术电影制片厂与上海电视台一同投资制作的以校园生活为背景、以青春恋爱和流行音乐梦想为主题的52集电视动画连续剧。上海电视台于2001年8月6日起开始播出前半部分的26集，在2002年继续播放后半部分的26集直至完结，继上海电视台之后，中国大陆很多其他电视台先后也播放了这部动画。《我为歌狂》讲述了上海南华高级中学的几位男学生自己组成流行音乐乐队，追求自己的音乐梦想的故事，家长和老师的不理解和阻挠、乐队成员之间的摩擦和经验的缺乏、校园爱情的缱绻纠葛使得他们的梦想之路并不平坦。《我为歌狂》自称“中国版《灌篮高手》”，它的很多方面参考了日本相似类型动画《灌篮高手》，这在动画的制作、人物设定和宣传推广上都有体现，例如其中的穿插的Q版人物形象。《我为歌狂》是中国大陆第一部以校园音乐为题材的动画。

## 情节概要
《我为歌狂》的背景设定为动画制作和播放时期的上海，南华高中取材于现实中的上海市复兴高级中学。
一天，楚天歌和盖世爱为了改变早操陈词滥调一般的音乐，将学校早操的音乐换成了流行音乐，于是他们的乐队之路开始了。在自己分别喜欢的女生的支持和鼓励之下，本来互相敌对的楚天歌和叶峰联合到一起，开始组建南华高中自己的乐队“OPEN”。OPEN作为一个新兴的乐队，它的成长道路并不平坦，招募人的时候，因为学校的学生五音不全，好容易才招募到新人鼓手Cookie；冷如花在参观团、学校的名誉和作为校董的叶峰父亲的多方面压力下，才转变对于乐队的态度，开始支持乐队。楚天歌在见识到第一女子高中的HAPPY女生乐队的表演以后，意识到自己的不成熟，开始努力练习。在接下来的日子里，叶峰和楚天歌的摩擦依旧不断。冷老师为了能够出成绩，强迫乐队参加全市的比赛的时候演奏“向前进进行曲”。报名时叶峰愤然离去，使得乐队最后没有得到名次，但是叶峰在表演时回到了舞台上，领导乐队演奏叶峰自己的曲子。虽然乐队没有得到名次并因此被冷老师解散，但是楚天歌和叶峰开始接受对方，乐队的潜力也被作为评委的郎老师发掘。楚天歌之前一直是背着父母搞乐队的，父母在冷老师那里得知了乐队的事情以后很是生气，要求楚天歌离开乐队，出国留学学习钢琴的演奏。在楚离开乐队期间，郎老师向冷老师做保证，主导重组乐队，加强乐队的训练。楚天歌在临走之前向Maggie表白了自己的心迹，表示自己是为了Maggie才创建的乐队，但是Maggie此前一直爱慕的是叶峰。最后楚的父母被乐队在机场的送行表演和围观的同学们的真诚打动了，同意让楚重返乐队。因为准备电视台的音乐比赛的初赛的关系，乐队在期中考试失利了，在乐队队员的诚意的打动之下，冷老师和郎老师同意再给一次机会。乐队成员通过了补考，再加上臭氧乐队的换场，总算是顺利参加了音乐比赛的复赛。叶峰最后解开了和父亲之间的心结，理解了自己的父亲，父亲也接受了叶峰的音乐梦想，他和父亲重归于好。圣诞节之前大家互赠圣诞礼物的时候，叶峰把之前伴随自己的小猪“优等生”送给了丛容。平安夜，也是音乐比赛决赛的晚上，因为Cookie要把自己的架子鼓表演送给自己的患了重病住院的邻居喵喵作为礼物，他选择退出决赛，在医院，他意外地遇到了乐队的其他成员，他们和自己一样放弃了决赛的参赛资格，和Cookie一起给喵喵送去了祝福，他们索性一起在医院外面开起了演唱会，比赛的官方也没有忘记他们，对演唱会进行了实况转播。

## 角色

### OPEN乐队
叶峰
配音演员：叶琪山／V17-Vila（幼年时，第二季）
性格孤高冷僻，但是富有才气，他经常在上课的时候睡觉，成绩不是很好。叶峰出生于父亲很富有但是离异的家庭，他的父亲是企业家，也是学校的董事，希望能够提供给他优渥的物质条件，换回他对自己的爱，但是因为叶峰的将自己专注于音乐的母亲过于理想化，会为了音乐放弃很多，乃至因为理念不合和叶峰的父亲离异；怀着不希望叶峰也像他的母亲因为追求音乐而葬送自己前途的想法，叶峰的父亲把他的音乐梦想当作小孩子的游戏，不以为意。叶峰认为女生很麻烦所以不会去主动和女生交谈。但是因为教导主任强迫丛容以“以先进带后进”的名义给他补习，和丛容开始有了交集，进而开始喜欢上了丛容并改变了自己。楚天歌从小学到高中一直是他的死对头，所以二人关系起初不是很好，但是在丛容的影响下叶峰开始和楚天歌合作，担负起乐队主唱和作词作曲的责任，他的乐器是吉他。
第二季曾与丛容共同组成Close乐队。
楚天歌
配音演员：源唯杰（第一季）／吕书君（第二季）／筱筝（幼年时，第二季）
在同学之中很受欢迎，成绩也很好，同时他也有着深厚的钢琴弹奏功底，动画中提到他具有“双重性格”。
楚天歌的父母都是著名的音乐家，希望楚能够继承自己的才气，所以下了很大力气培养他弹奏钢琴的才能，让楚从小到大都努力练习钢琴，对于楚的流行音乐梦想嗤之以鼻。在父母面前，楚天歌被动画描绘为“乖乖熊”的形象，事事都受到宠爱；而在学校，楚天歌则完全没有了在父母面前的乖巧，成为了学生关注的焦点人物。楚单方面暗恋Maggie，为了吸引她的注意，努力钻研流行音乐，花了几天的时间自学了电吉他，依靠自己的人格魅力努力将整支乐队拉到了一起。
在乐队中，楚是吉他手和领队。
盖世爱
配音：孙晔／V17-富贵（幼年时，第二季）
性格活泼，喜欢搞怪、给别人起外号。自小盖世爱就是楚天歌的死党，所以在对待叶的问题时也和楚站在一边。盖虽然对于音乐一知半解，但是仍然在Cookie面前大言不惭，夸耀自己的音乐才华，甚至误人子弟。盖是乐队的贝斯手。
在动画中，“盖”的发音一直是“丐”而不是“葛”。
石小松／Cookie
配音：沈达威
来自韩国的寄读生，品性单纯善良。因为性格和外貌的关系，Cookie很受女生欢迎。Cookie轻易就相信了盖世爱的说辞，并且将他作为自己的老师，但是并没有学到什么。Cookie很爱护自己的邻居喵喵。
Cookie是OPEN乐队的鼓手。
梅君严
配音：陶海
梅君严喜欢背着其他人偷偷向老师打小报告，以获得老师的夸奖为荣，也因此不是很讨盖世爱的喜欢。前半段故事中是乐队的经理，实际上是给其他人做苦力。
郎昆
配音：不明（第一季）／夏磊（第二季）
郎昆是全市高校音乐比赛的评委之一，毕业于师范学校音乐系，之前也是HAPPY女生乐队的指导老师，很认同OPEN乐队追求自己梦想的行为。他通过HAPPY女生乐队了解了OPEN乐队的底细，上门自荐成为OPEN乐队的指导老师。
丛容
配音：李晔（第一季）／V17-苏婉（第二季）
丛容是从小到大的学霸，学习成绩一直名列前茅，担任着班级的班长和课代表等各种各样的职务。由于给叶峰补习的关系开始反思自己，开始喜欢上叶峰。在后半段丛容被任命为OPEN乐队的经理。
朱丽丽
配音：冯骏骅
朱丽丽是个热心人，和丛容的关系很亲密。善于八卦，有些花痴，消息灵通并且喜欢向别人传播。自荐为OPEN乐队的粉丝团团长。
秦迪／DD
配音：V17-醋醋
仅第二季登场，南华高中高一1班转校生，臭氧乐队队长秦辉辉的堂妹，Open乐队替补成员。

### HAPPY女生乐队
HAPPY女生乐队是动画中的第一女子高中的一个全部为女性成员的乐队。
麦云洁／Maggie
配音：沈蕾（第一季）／V17-十四（第二季）
昵称Maggie，是HAPPY女生乐队的队长，性格开朗奔放，富有音乐才华。麦是叶峰的青梅竹马，经常出入叶的住处。虽然麦暗恋叶峰，但是叶把她作为“哥们”看待，这段感情最后无疾而终，而对于楚的追求他却浑然不觉。在OPEN乐队的发展过程中麦给予了OPEN乐队很大帮助。
冬冬
配音：朱敏菲／KIYO
和Cookie关系很好，给予了Cookie音乐上的指导。在HAPPY女生乐队中是键盘手。
双琪、双琦姐妹
配音：李祎、邬晓嫣（第一季）／筱筝、Vila（第二季）
双琪和双琦是双胞胎姐妹，动画中唯一的区别是眼边的黑痣，其他地方都一模一样。喜欢恶搞盖世爱。

### T.O.P.乐队
姜皓旭
配音：黑石稔 / 则灵（幼年时）
仅第二季登场，东耀高中T.O.P.男团队长
言懿
配音：张沛 / 阿愚（幼年时）
仅第二季登场，东耀高中T.O.P.男团副队长
姬云纳羽
配音：小忻
仅第二季登场，东耀高中T.O.P.男团成员

### 青青子衿乐队
林清儿
配音：龟娘
仅第二季登场，北鸣中学高二1班学生，青青子衿乐队的队长。
欧阳子骐
配音：柯暮卿
仅第二季登场，北鸣中学高一3班学生，林清儿的粉丝。
吕小兰
配音：沐霏
仅第二季登场，青青子衿乐队成员，林清儿的跟班。

### 其他角色
冷如花
配音：张惠（第一季）／吕艳婷（第二季）
南华高中的教导主任。思想有些古板，好面子，但是其实很爱自己的学生。她很仰慕楚天歌的父母。
臭氧乐队
乐队的名字来源于著名的臭氧层空洞，共有四个人，扮相很非主流，很像不良少年，四个人性格直率善良且爱面子。他们是以环保为创作主题的乐队，对于环保即使在生活中也有着异乎寻常的执着。为了不被HAPPY女生乐队抢走风头，臭氧乐队和她们举行了一次以音乐为媒介的决斗。因为被误会和OPEN乐队结下了仇怨，但是最后还是在比赛关键的时候帮了OPEN乐队一回。
乐队队长在第二季设定中的姓名为秦辉辉，该角色在第一、第二季均由谢添天配音，其他成员的配音演员不明。
罗密欧
配音：刘钦（第一季）／不一（第二季）
罗密欧是丛容的初中同学，自恋且喜欢刷存在感。受到OPEN乐队成员的排挤。仅仅在剧中出场过几次。
喵喵
Cookie的邻居，大约七八岁的小女孩。喵喵很喜欢Cookie给她打架子鼓。
优等生
叶峰在路上捡到的一只小猪，以丛容命名，但是被丛容当作老鼠。它见证了叶峰和丛容的爱情。
楚天成
配音：白涛（第一季）／夏磊（第二季）
楚天歌的父亲，音乐家，主张在钢琴练习上对楚天歌严格要求。姓名在第一季第33集《下午敲门的“狼”》中揭晓。
叶振杰
配音：刘钦（第一季）／赵铭（第二季）
叶峰的父亲，巨轮商厦创办者，南华高中校董、校友，冷如花的高中同学。
因在叶峰幼年时离婚导致叶峰长期对其无法原谅，直至第一季第51集。
Michelle
配音：不明（第一季）／沈蕾（第二季）
叶峰的母亲，在叶峰幼年时曾教叶峰弹吉他，且收藏有大量音乐CD，后因生活方式并非自己所愿而与叶振杰离婚，出国深造后多次向叶峰寄外国明信片，收藏的CD则被叶振杰陈列在自己的办公室内。
第二季任全高音乐大赛评委，与叶峰的部分行为习惯相同，认为楚天歌是“不可多得的乐队领袖”。
胡文武
配音：谢添天
仅第二季登场，全高音乐大赛评委，命名源自第一季主题曲演唱者胡彥斌。
牛卓
配音：修缘
仅第二季登场，全高音乐大赛评委，命名源自第二季音乐总监刘卓。
彭大海
配音：赵铭
仅第二季登场，全高音乐大赛评委，命名源自第一季音乐制作人彭程。

## 制作
在配音演员的选择上，《我为歌狂》通过选秀的方式向从学校和社会公开招募大量和角色年龄相近的业余配音演员，较少起用专业的配音演员。有的配音演员之后继续从事配音行业。而《我为歌狂》的配乐也使用了来自新人歌手胡彦斌和新乐队灵感乐队、五彩精灵的原创音乐。《我为歌狂》的制作采取了后期和前期结合的制作模式，其中所有的对白都经过后期的加速处理。上美当时找了一家唱片公司来挑选歌手和设计音乐，向社会公开征集适合作品主题的歌词，之后由专业的作曲人为歌词作曲，音乐的制作和人物的设计同时进行而先于剧本设计。动画中的很多地方都参考了当时现实中高中学生们的状态和上海当地的景观。

## 衍生作品及续作
参照国外经验，《我为歌狂》采用了以动画衍生品为主的盈利模式，开发了大量的衍生产品，包括游戏、小说、漫画、CD、T恤、游戏卡、盒带。小说版在上海书城有一个周末卖出500本的记录，盒带共卖出了七百万张。上美因为《我为歌狂》成立了衍生品开发部门。
《我为歌狂》官方通过上海人民出版社推出了小说版本，同时另外出版了不同内容的续作小说《我为歌狂 爱上爱情》、《我为歌狂 8848终极篇》、《我为歌狂：米色爱情》、《我为歌狂：微蓝晴雨表》，另外还有从社会征集稿子的同人小说合集。《我为歌狂》的改编舞台剧于2002年5月18日在白玉兰剧场首次进行了演出，同年也制作了以《歌让我狂》为名的改编版电视剧。上海育碧在2002年将《我为歌狂》改编为游戏《我为歌狂：夏日彩虹》，并且和大陆的一家电脑游戏方面的杂志《电脑游戏攻略》进行了合作，将该杂志的人物加到了游戏当中。游戏的主题为恋爱冒险，玩法属于由冒险游戏和模拟游戏、养成游戏相结合的类型，除了人物名字和几位主要角色的外貌以外，和原作动画几乎没有共同点。
在2017年8月的企鹅影视动漫年度发布会上，上美、企鹅影视和上海福煦影视宣布启动制作《我为歌狂》的动画版续集《我为歌狂II》的计划，上美于2017年11月8日在官方微博上发布了宣传片。2019年5月9日，上美宣布和天津美天文化传媒有限公司、观达影视共同重新开始制作以真人剧集、真人电影和音乐剧等为媒介的真人影视版，面向全球招募主要演员。 2020年9月14日，上海美术电影制片厂在其官方B站频道和官方微博宣布，国产动画《我为歌狂之旋律重启》(我为歌狂2)定档10月2日在B站播出。

## 评价与争议
有评价指出，《我为歌狂》一改以往中国大陆动画低龄向的风气，将目标受众对准了青少年；《我为歌狂》的音乐和以往中国大陆动画中低龄向和进行曲般的配乐截然不同，而且至今中国大陆也很少有动画能够在音乐上超越《我为歌狂》；《我为歌狂》的制作质量并不高超，很多镜头如同幻灯片，人物动作僵硬，一些空镜头意味不明；《我为歌狂》的设定比较夸张，矛盾的解决放在现实中来看有些理想化，尽管制作者作出了贴近当时大陆青少年的现实生活的尝试，并且一定程度上的确反映了当时青少年的现实生活，但是动画中仍然存在一些和现实生活冲突的地方，而且由于主题的限制，没有从其他角度对于青少年的生活进行深度挖掘。还有人指出，虽然《我为歌狂》的游戏做的很混乱，但是《我为歌狂》跨平台的尝试在当时是一种很超前的想法，而且在当时的条件下让观看的学生开阔了眼界，意识到还能追求除了学习以外的东西；《我为歌狂》不像很多青春片仅仅着眼于青春的阴暗面，也关注青春积极向上的一面。由于《我为歌狂》涉嫌教唆早恋，所以播出的时候收到过很多反对的建议信。其后，该动画终于由于学校和家长的举报，被广电总局勒令从电视台撤播。有批评称，《我为歌狂》过多模仿外国的动画，失去自我，造成很大的经济损失。